# Varningsmärken för djur

Varningmärke med ko.

Denna artikel beskriver vägmärken som varnar för djur. Enligt FN:s Konvention om vägmärken och signaler kan valfritt djur förekomma, det djur som är farligt på platsen. Dessa vägmärken varnar för att det finns djur i omgivningarna och att trafikanterna bör vara försiktiga. Det vanligaste orsaken till faran är att djur som är stora och tunga finns i området, och att krocka med ett sådant djur är farligt. Särskilt att krocka med en älg kan vara förödande. De kan väga 800 kg och har oftast så långa ben att de brukar hamna i vindrutan vid en kollision.
I en del länder finns varning för mindre djur där man vill skydda djuren från kollision. Några djur såsom isbjörnar, lejon och elefanter kan ha farligt beteende.
Hästmärket finns med och utan ryttare, märket avser avser korsande ridväg om det sitter en ryttare. Det utan ryttare avser oftast korsande travträningsväg, men även en inhängnad med lösa hästar kan finnas i närheten. Lösa hästar och kor måste vara inhägnade och märkena avser bara vägar där kor och hästar tar sig mellan inhägnader.

## Europa

Varning för älg, Sverige.
Varning för älg, Estland.
Varning för hjort eller rådjur, Polen.
Varning för hjort eller rådjur, Sverige.
Varning för hjort eller rådjur, Tyskland.
Varning för hjort eller rådjur, Irland.
Varning för ren, Sverige.
Varning för kor, Portugal.
Varning för kor, Luxemburg.
Varning för grodor, Tyskland.
Varning för vildsvin, Spanien.
Varning för får, Norge.
Varning för isbjörn, Svalbard, Norge.
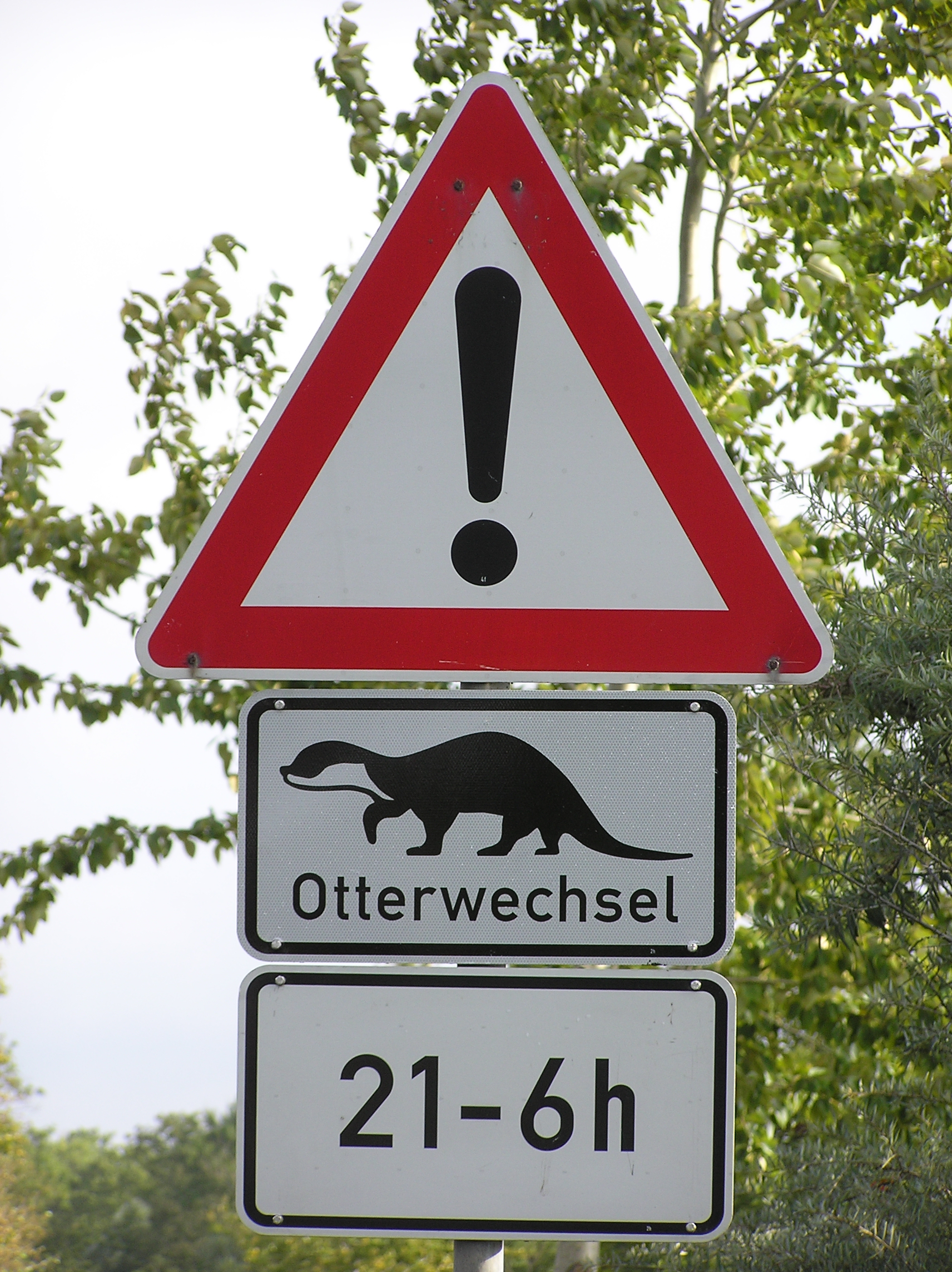
Tysk varning för utterpassage.

| I vissa europeiska länder finns det skyltar som varnar för hästar. I en del länder finns bara skyltar med själva hästen. I en del andra finns det ara skyltar där det sitter en ryttare på hästen. Men några länder som t ex i Sverige finns det varningsskyltar för häst både med och utan ryttare. |  | I vissa europeiska länder finns det skyltar som varnar för hästar. I en del länder finns bara skyltar med själva hästen. I en del andra finns det ara skyltar där det sitter en ryttare på hästen. Men några länder som t ex i Sverige finns det varningsskyltar för häst både med och utan ryttare. |
| I vissa europeiska länder finns det skyltar som varnar för hästar. I en del länder finns bara skyltar med själva hästen. I en del andra finns det ara skyltar där det sitter en ryttare på hästen. Men några länder som t ex i Sverige finns det varningsskyltar för häst både med och utan ryttare. |  | |

Som exempel i FN:s konvention avbildas hjortdjur och ko, och dessa finns i de flesta av Europas länder. Hjortmärket är ett vanligt märke i Europa. Udda djur på officiella varningsmärken i Europa är apa i Gibraltar och isbjörn på Svalbard. I många länder finns inte några andra djurskyltar än hjort och ko, även om man ibland varnar för andra djur. Då används ändå hjort, ko, eller "annan fara". Se uttervarningsbilden ovan. På till exempel Fuerteventura finns inga hjortar, men dock många sådana varningsskyltar. De varnar egentligen för getter som det finns många av där. Ibland används djur som inte finns på den officiella listan på skyltar efter behov, antingen halvofficiellt av ett vägverk efter behov, eller helt inofficiellt på privata vägar. Vid ett tillfälle användes till exempel halvofficiellt älgskyltar i Danmark när en älg simmat över från Sverige.
I Sverige förekommer älg, ren, hjortdjur, kor, får, hästar och vildsvin() på officiella vägmärken. Älgmärket fick sitt nuvarande utseende i samband med högertrafikomläggningen, då den tidigare älgen från vänster ersattes med en älg från höger. Märket betyder "Varning för djur", inte bara för älg. Den har blivit en symbol för Sverige för många turister.
I en del länder som t ex Sverige och Tyskland förekommer utöver dessa, varningsmärken för får, grodor, ankor (varierande utformning), katter mm. Dessa saknar stöd vanligtvis i lag enligt de berörda ländernas myndigheter. . 
Det kan nämnas att Nederländerna är ett tätbefolkat land som inte har lika mycket orörd natur som de flesta andra länder har. Därför är varningsskyltar för djur mindre vanliga i Nederländerna. Det finns vanligtvis en skylt med en ko som varnar för tama djur och en skylt med ett rådjur som varnar för vilt. Skylten för tama djur är något vanligare än viltskylten i Nederländerna då mycket land är uppodlad där. Norge däremor har mer orörd natur. Älg, ren, hjortdjur, kor och får finns enligt den officiella norska listan. Mer lokal är isbjörn på Svalbard.
Storbritannien har vänstertrafik och därför är skyltarna spegelvända mot vad som annars finns i länder med högertrafik. I övrigt håller brittiska skyltar europeisk standard. Här kan det nämnas att djurskyltar i Tyskland ofta är vända åt båda hållen. Det sitter ofta en skylt på vardera sidan vägen som är vända åt varsitt håll och ser ut att "springa emot varandra" mot vägen.
En speciell sak för Tyskland är att om det placeras djurskyltar på båda sidor om vägen är alltid det som sitter på vänster sida spegelvänt. Det innebär att de alltid sätter upp djurskyltar så att de avbildas så att djuren går ut mot vägen. Detta för att ge en bättre pedagogisk effekt för trafikanterna.
Irland har som enda land i Europa ruterformade varningsskyltar inspirerade av USA. Det finns häst med ryttare, ko, får och hjort.

## Övriga världen

Björn (USA)
Lamadjur (Sydamerika)
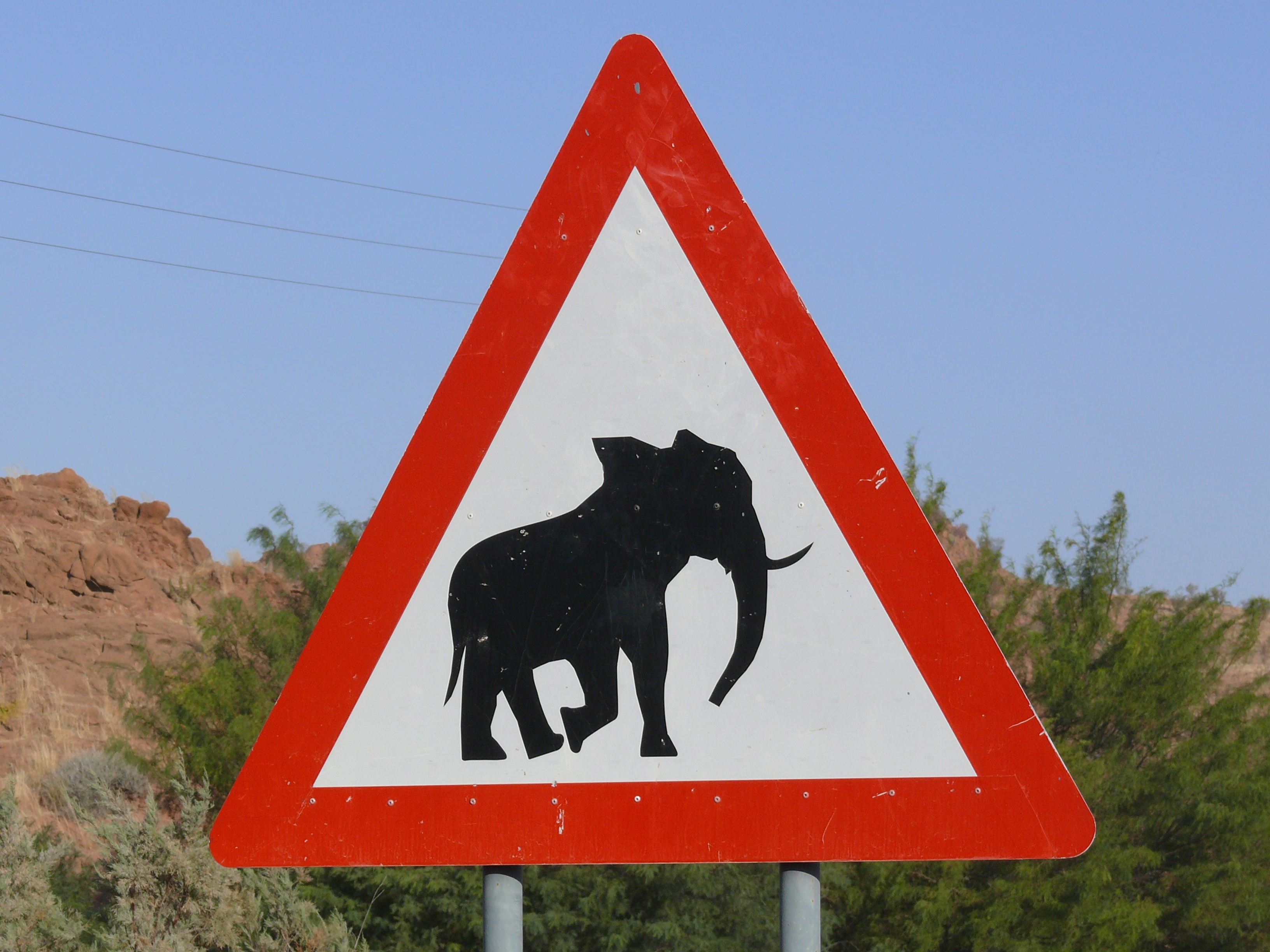
Elefant (Namibia)
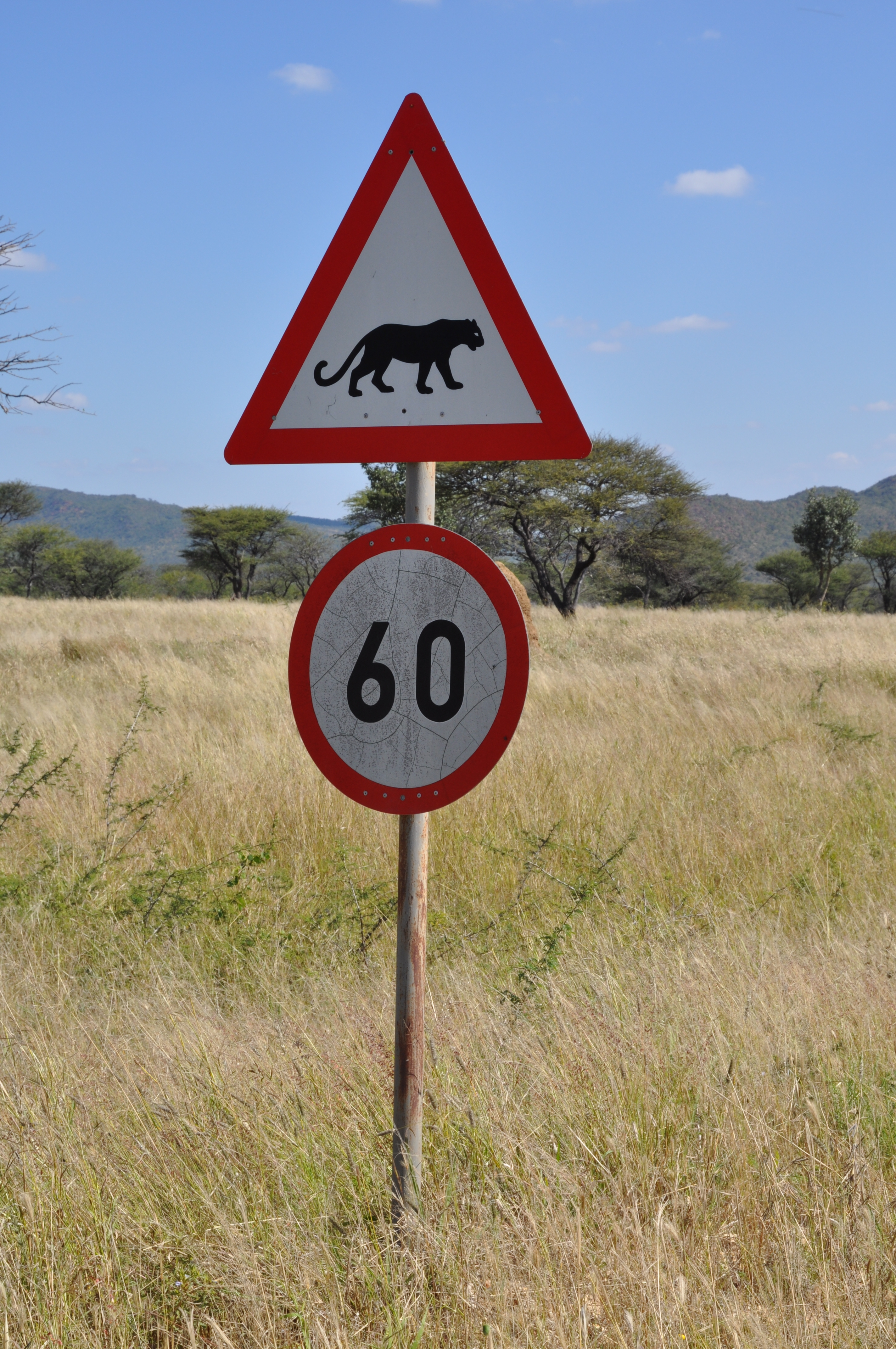
Leopard (Namibia)
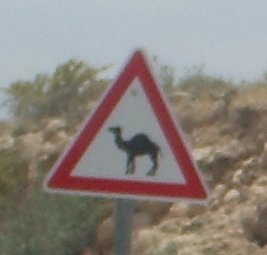
Kamel (Israel)
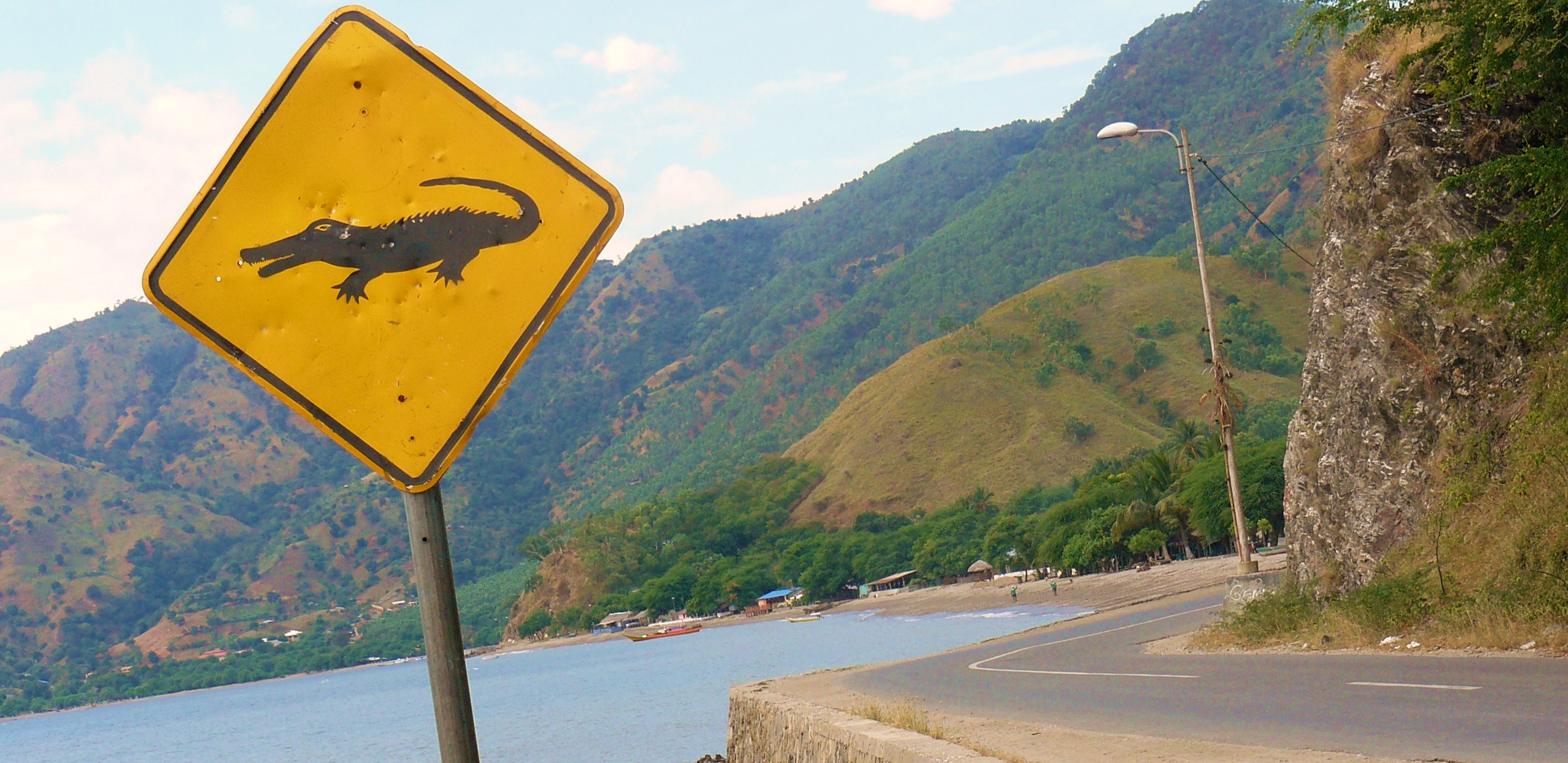
Krokodil (Östtimor)
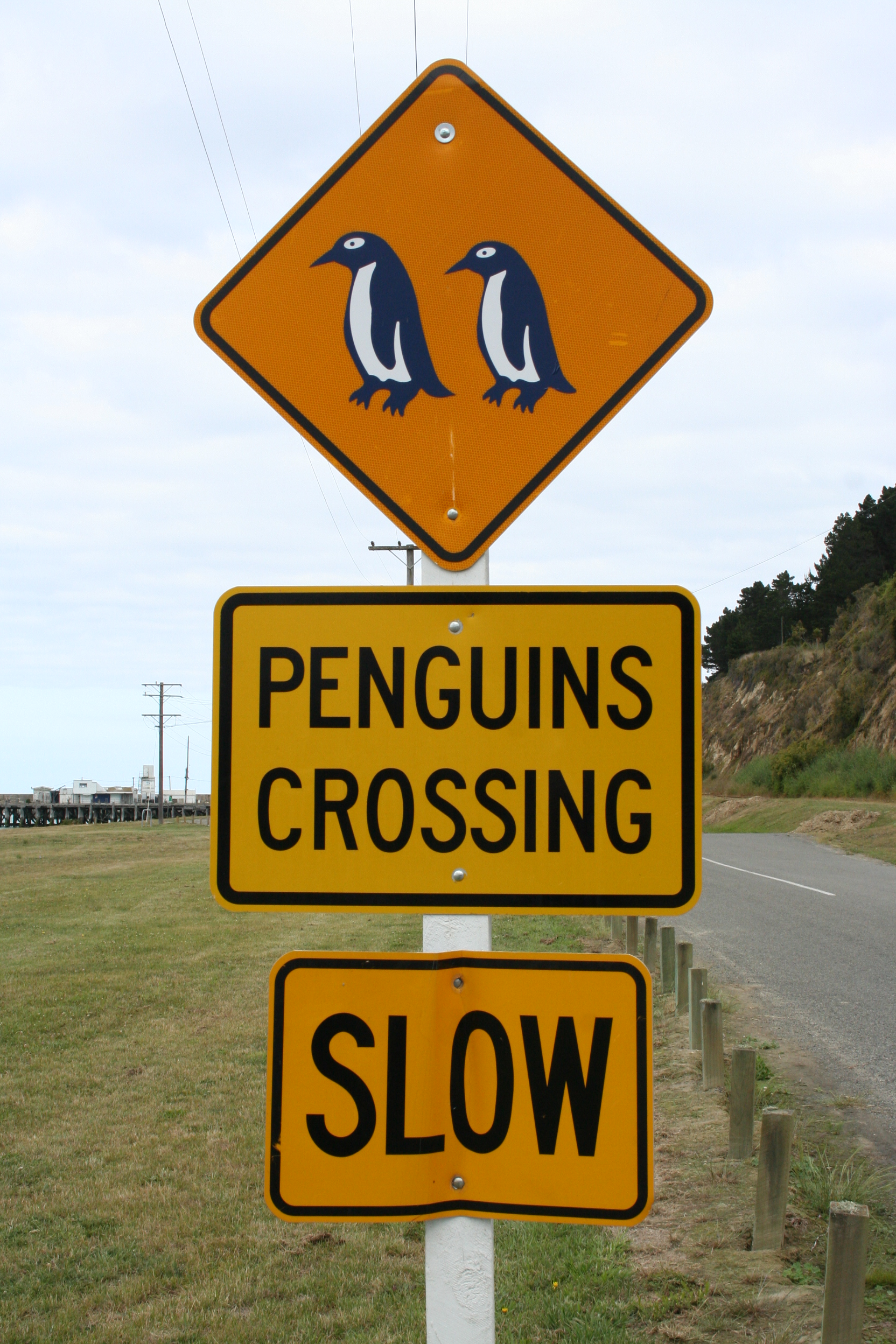
Pingvin (Nya Zeeland)
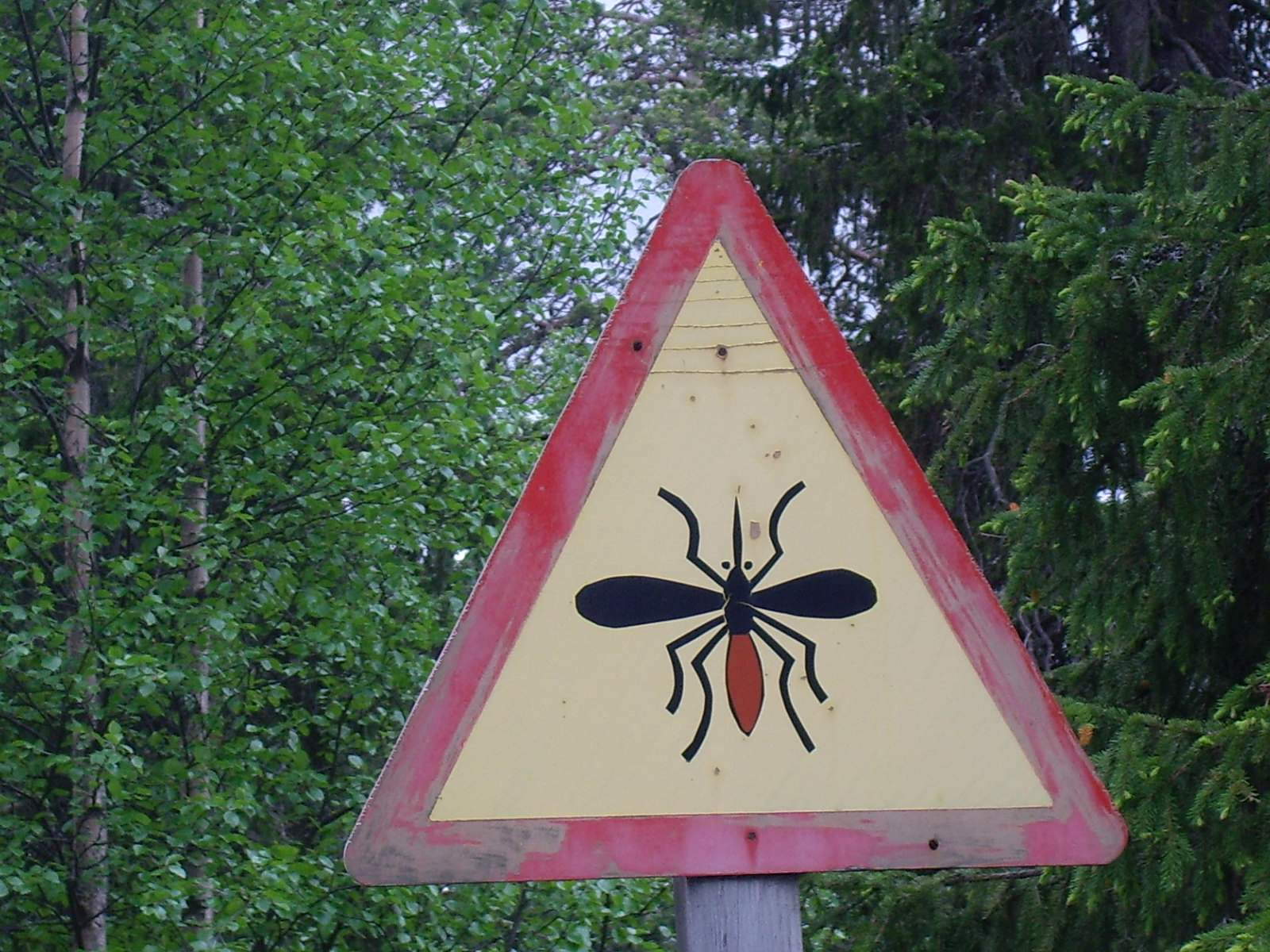
Mygg (Finland)
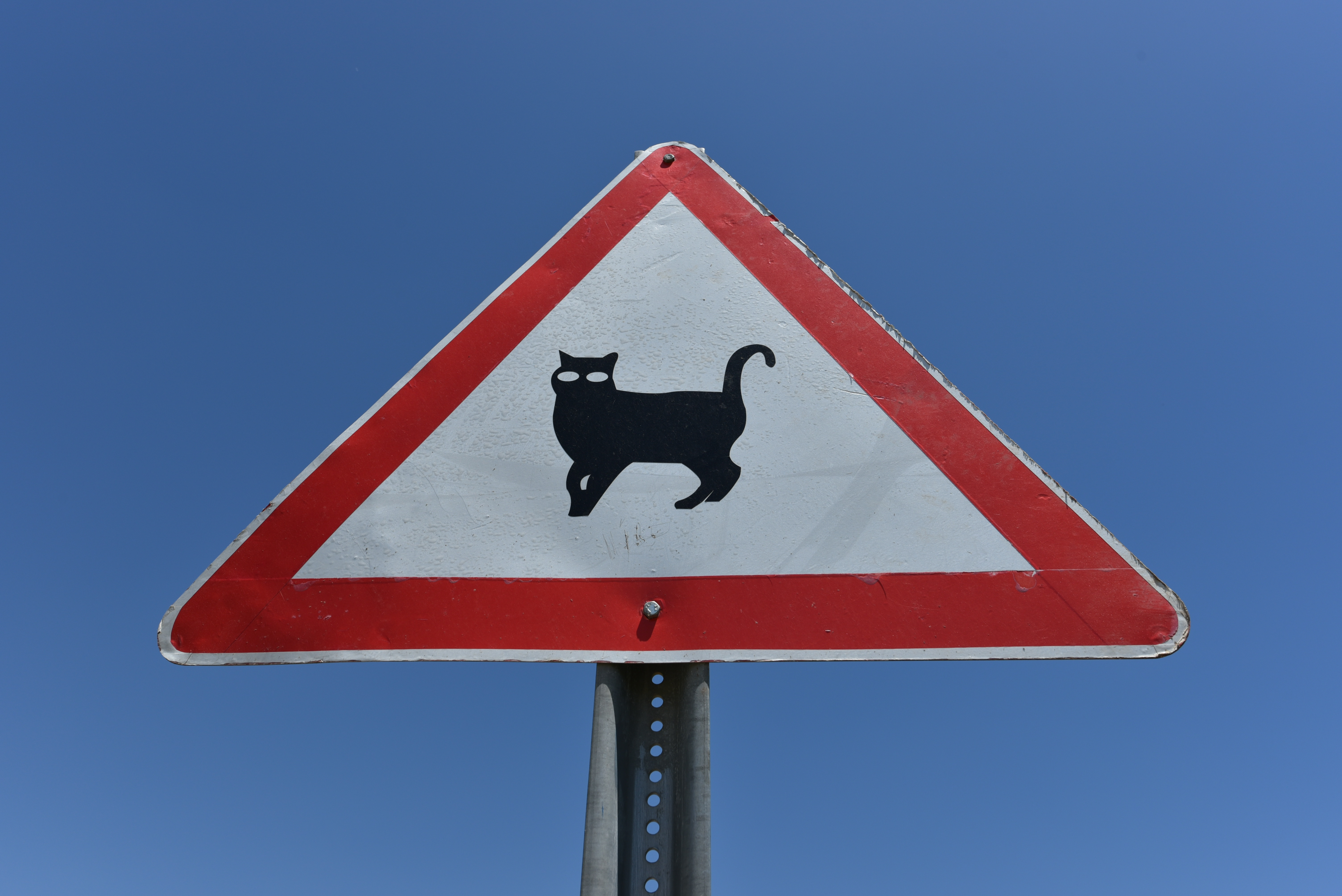
Katt (Turkiet)

I norra Afrika och arabiska länder finns varningsmärken för kameler. I Afrika och Thailand finns varning för elefanter. I USA och Kanada finns bland annat älgar. I Australien finns varning för känguruer och wombats och på Nya Zeeland för Kiwifåglar. I en del fall inklusive det sistnämnda är det djuret snarare än trafikanter som behöver skyddas.